# Kurt Dieman-Dichtl
Kurt Dieman-Dichtl (* 9. Juli 1923 in Wien; † 19. Mai 2009) war ein österreichischer Opern- und Wienerliedsänger und Autor.

## Leben
Kurt Dieman-Dichtl, auch Kurt Dichtl-Jörgenreuth genannt, studierte Musik und ist Autor von 26 Büchern. Zuletzt lebte er in Bad Vöslau. Er war mit Ruth von Mayenburg verheiratet.

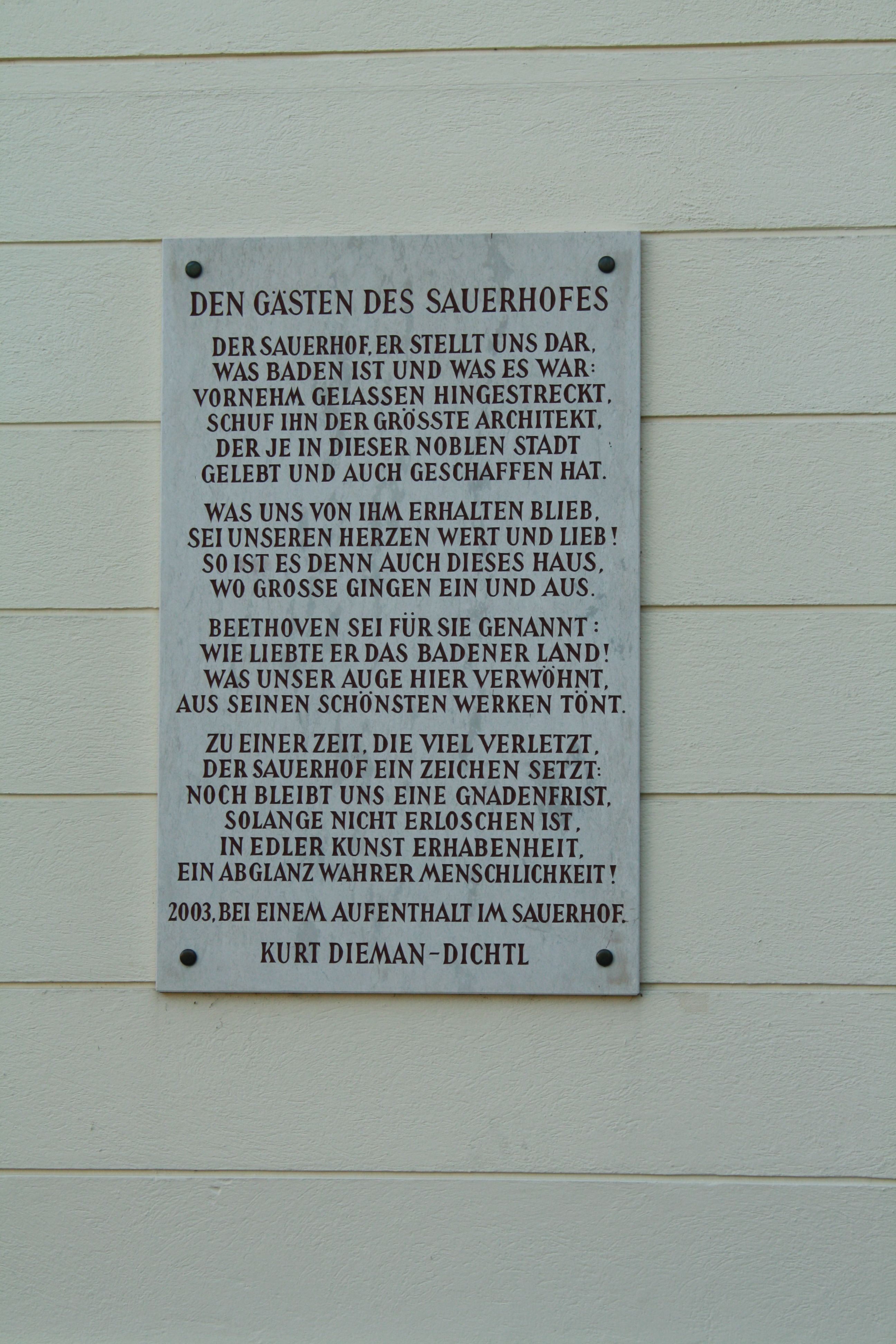
Tafel gestaltet von Dieman-Dichtl am Sauerhof in Baden

In vielen seiner Werke hat er Baden als Kulturstadt präsentiert. Dieman-Dichtl ist wiederholt durch kontroverse, provokante, bisweilen ans Polemische grenzende Äußerungen aufgefallen. Besondere publizistische Aufmerksamkeit haben sein Streit mit Andreas Mölzer über die Dichotomie „österreichische Nation“ – „österreichischer Staat“ sowie diverse Artikel in der ultra-katholischen Zeitschrift „Der Dreizehnte“ gefunden. Dieman-Dichtl verfasste gelegentlich auch Kolumnen für die österreichische Kronen Zeitung. Er wurde am Hetzendorfer Friedhof bestattet.
Dieman-Dichtls umfangreiches Archiv wird in Schloss Eichbüchl bei Katzelsdorf (Bezirk Wiener Neustadt) aufbewahrt.

## Preise und Auszeichnungen
- 1995: Kulturpreis der Stadt Baden für mediale kulturelle Verdienste.
- 1996: Komtur mit Stern des Ordens vom Heiligen Papst Silvester[3]
- Präsident der „Theodor-Kardinal-Innitzer-Gesellschaft“.